# Wadi Milk
Wadi Milk (hebr. ואדי מילק) – wąska dolina typu wadi, położona w północnym Izraelu. Oddziela położoną na południowym wschodzie Wyżynę Manassesa od położonego na północnym zachodzie masywu Góry Karmel.

## Geografia
Wadi Milk jest wąską doliną położoną w północnej części Izraela. Biegnie z północnego wschodu na południowy zachód. Jest otwarta w kierunku południowo-zachodnim, gdzie łagodnie obniża się wzdłuż koryta rzeki Nachal Dalijja na równinę przybrzeżną. W części środkowej rozszerza się i biegnie przez płaskowyż Wyżyny Manassesa wzdłuż wadi rzeki Dalijja, a następnie Nachal Tut. Od strony północno-zachodniej jest zamknięta przez wzgórza Wyżyny Manassesa (wysokość ich w tym rejonie dochodzi do 200 metrów n.p.m.). Na północnym zachodzie wznosi się masyw Góry Karmel (wysokość w tym rejonie dochodzi do 460 metrów n.p.m.). W kierunku północno-wschodnim Wadi Milk przechodzi w niewielką wadi strumienia Jokne’am i opada do Doliny Jezreel w Dolnej Galilei. Znajduje się tutaj wzgórze Tel Jokne’am.
W Wadi Milk są położone: miasto Jokne’am, miejscowości Zichron Ja’akow i Furajdis, moszawy Eljakim i Bat Szelomo, oraz wioska młodzieżowa Me’ir Szefeja. Administracyjne dolina jest położona w dystrykcie Hajfa i Dystrykcie Północnym Izraela.

## Historia
Już w starożytności dostrzeżono zalety tej strategicznie położonej doliny. Umożliwiała ona szybkie przejście z równiny przybrzeżnej do Galilei. To właśnie dlatego przebiegał tędy starożytny szlak handlowy Via Maris, łączący Egipt z Asyrią. Jednak główną linią komunikacyjną była położona bardziej na południowym wschodzie Wadi Ara, która była łatwiej dostępna. W dawnych czasach przez Wadi Milk prowadził szlak kupiecki soli z rejonu Atlit na wybrzeżu Morza Śródziemnego do Damaszku. Wyjścia z Wadi Milk do Doliny Jezreel strzegło ufortyfikowane miasto Jokne’am.
W czasach współczesnych, w XX wieku rozpoczął się konflikt izraelsko-arabski. I wojna izraelsko-arabska zakończyła się przejęciem całkowitej kontroli nad tym obszarem przez Izrael. Umożliwiło to powstanie nowych osiedli żydowskich oraz rozbudowę infrastruktury drogowej.

## Transport
Przez dolinę przechodzi droga ekspresowa nr 70, którą jadąc w kierunku południowo-zachodnim dojeżdża się do równiny przybrzeżnej i węzła drogowego drogą ekspresową nr 4 i autostradą nr 2. W części środkowej Wadi Milk znajduje się węzeł drogowy drogi nr 70 z płatną autostradą nr 6 i kawałek dalej z drogą nr 672. Natomiast jadąc drogą nr 70 na północny wschód, wyjeżdża się z Wadi Milk do Doliny Jezreel, gdzie krzyżuje się z drogą nr 66 i drogą nr 722.